# ジェファーソン・クエロ
ジェファーソン・ホセ・クエロ（Jeferson José Quero, 2002年10月8日 - ）は、ベネスエラのララ州バルキシメト出身のプロ野球選手（捕手）。右投右打。MLBのミルウォーキー・ブルワーズ傘下所属。

## 経歴
2019年7月にアマチュア・フリーエージェントでミルウォーキー・ブルワーズと契約してプロ入り。
2021年に傘下のルーキー級アリゾナ・コンプレックスリーグ・ブルワーズでプロデビューし、23試合に出場して打率.309、2本塁打、8打点を記録した。
2022年はA級カロライナ・マドキャッツで開幕を迎え、A+級ウィスコンシン・ティンバーラトラーズへ昇格。2チーム合計で95試合に出場して打率.286、10本塁打、57打点を記録した。
2023年はAA級ビロクシ・シャッカーズで開幕を迎えた。